# 小林市立細野小学校
小林市立細野小学校（こばやししりつ ほそのしょうがっこう）は、宮崎県小林市細野にある公立の小学校。

## 概要
歴史
1874年（明治7年）創立。現校名となったのは1950年（昭和25年）。2024年（令和6年）に創立150周年を迎えた。
校章
中央に校名の「細野」の文字（縦書き）を配している。
校歌
作詞は黒木清次、作曲は海老原直による。歌詞は3番まであり、各番の歌詞中に校名の「細野校」が登場する。
校区
「細野一区、細野二区、細野三区、南西一の東区（東上孝の子）、その他（瀬田尾、旭台）」。中学校区は小林市立細野中学校。

## 沿革
- 1874年（明治7年）8月 - 細野城山に「細野小学校」が創立。当初の児童数は20名。
- 1877年（明治10年）- 西南の役により閉校となる。
- 1879年（明治12年）4月 - 水落に移転。
- 1880年（明治13年）4月 - 小林小学校に統合される。
- 1882年（明治15年）3月 - 「小林小学校 十日町分教場」が設置される。
- 1885年（明治18年）3月 - 十日町分教場が水落に移転。
- 1886年（明治19年）8月 - 小学校令の施行により、簡易科（3年制）を設置の上、「簡易細野小学校」として分離・独立。
- 1889年（明治22年）5月1日 - 町村制の施行により、西諸県郡2町（十日、五日）7村（細野、堤、水流迫、東方、真方、北西方、南西方）が合併の上、「小林村」が発足。
- 1890年（明治23年）- 尋常科（4年制）を併置の上、「尋常細野小学校」に改称。
- 1891年（明治24年）3月 - 大人形に校舎を新築の上、移転を完了。
- 1892年（明治25年）4月 - 「細野尋常小学校」に改称。
- 1908年（明治41年）4月 - 改正小学校令により、尋常科（義務教育年限）が4年制から6年制に改められる。尋常科5年を新設。
- 1909年（明治42年）4月 - 尋常科6年を新設。
- 1912年（大正元年）11月5日 - 町制施行により、「小林町」が発足。
- 1927年（昭和2年）4月 - 高等科（2年制）を併置の上、「細野尋常高等小学校」に改称。
- 1928年（昭和3年）5月 - 現在地に移転を完了。
- 1939年（昭和14年）4月 - 宮崎県師範学校農林教育実習校に指定される。
- 1941年（昭和16年）4月1日 - 国民学校令の施行により、「小林町細野国民学校」に改称。尋常科を初等科に改める。
- 1947年（昭和22年）- 学制改革が行われる（六・三制の実施）。
  - 4月1日 - 国民学校の初等科は、新制小学校「小林町立細野小学校」に改組・改称。
  - 5月8日 - 国民学校の高等科は、青年学校の普通科とともに、新制中学校「小林町立細野中学校」に改組・改称。当初、細野小学校に併置される。
- 1948年（昭和23年）7月 - 大幡分教場を設置。
- 1949年（昭和24年）4月 - 細野中学校の独立校舎が完成し、移転を完了。これにより、小学校との併設を解消。
- 1950年（昭和25年）4月1日 - 小林市の発足（小林町の市制施行）により、「小林市立細野小学校」（現校名）に改称。
- 1953年（昭和28年）4月 - 木造校舎と本館給食室が完成。
- 1957年（昭和32年）9月 - 運動場を拡張。
- 1958年（昭和33年）3月 - 屋内体操場兼講堂（体育館）が完成。
- 1962年（昭和37年）12月 - 学校給食を開始。
- 1964年（昭和39年）11月 - 創立90周年を記念してプールが完成。
- 1974年（昭和49年）11月 - 創立100周年記念式典を挙行。
- 1978年（昭和53年）12月 - 鉄筋コンクリート造新校舎（13教室）が完成。
- 1980年（昭和55年）2月 - 管理棟が完成。
- 1984年（昭和59年）2月 - 北校舎（4教室）を増築。
- 1986年（昭和61年）3月 - 新体育館が完成。
- 1989年（平成元年）3月 - 運動場および校地を拡張。
- 1990年（平成2年）
  - 3月 - 2教室を増築。
  - 12月 - ゼラニウムを学校の花に、ケヤキを学校の木に制定。
- 1992年（平成4年）
  - 3月 - 低学年用のプールが完成。
  - 10月 - 多目的野外給食施設を建設。
- 1993年（平成5年）3月 - コンピュータ室が完成。
- 1996年（平成8年）9月 - 運動場の一部を改修。
- 2005年（平成17年）6月 - 運動場にフィールドアスレチック場が完成。
- 2009年（平成21年）4月 - 細野中学校と（連携型）小中一貫教育を実施。
- 2010年（平成22年）3月 - 正門前に交通信号機を移設。
- 2018年（平成30年）12月 - 細野まちづくり協議会事務所が開設される。

## 交通アクセス
最寄りの鉄道駅
- JR九州 吉都線「小林駅」

最寄りのバス停
- 小林市コミュニティバスのりやいバスおうらい 「細野小前」停留所

最寄りの幹線道路
- 宮崎県道104号霧島公園小林線

## 周辺
- 細野小 放課後児童クラブ
- 細野簡易郵便局
- 小林市立細野中学校